# Philippe de Gaulle
Philippe de Gaulle (28. prosince 1921 v Paříži - 13. března 2024 tamtéž) byl francouzský admirál a generální inspektor námořnictva a politik.

## Životopis
Philippe de Gaulle byl prvním potomkem Yvonne Vendrouxové a tehdejšího kapitána a pozdějšího prezidenta Charlese de Gaulla, který v té době učil v Saint-Cyr. Po absolvování Collège Stanislas v Paříži vstoupil v roce 1939 Philippe de Gaulle do francouzského námořnictva a absolvoval Námořní akademii Svobodných francouzských sil. Podílel se na protivzdušné obraně Portsmouthu a následně na četných operacích v Lamanšském průlivu a Atlantiku. Dne 1. srpna 1944 se vylodil jako námořní pěchota u 2. divize generála Leclerca na pláži Utah v Cotentinu. Když se 2. tanková divize přesunula směrem k Paříži, praporčík Philippe de Gaulle dostal rozkaz vyjednat kapitulaci německých vojáků v Bourbonském paláci. Po alsaské kampani a mírové smlouvě se Philippe de Gaulle stal pilotem letadlových lodí. Zúčastnil se válek v Indočíně a Alžírsku, poté převzal různá letecká a námořní velení, včetně velení francouzské Atlantické eskadry. V září 1971 byl Philippe de Gaulle jmenován kontradmirálem. Svou vojenskou kariéru ukončil v roce 1982 jako admirál a generální inspektor námořnictva. Byl vyznamenán Válečným křížem a Velkým křížem Čestné legie.
Philippe de Gaulle byl senátorem za Paříž v letech 1986-2004 za gaullistickou stranu RPR a později za UMP.
Vydal řadu děl, včetně třinácti svazků dopisů, poznámek a deníků svého otce (De Gaulle mon père).
Philippe de Gaulle byl od roku 1947 ženatý s Henriette de Montalembert de Cers (1929–2014). Z manželství se narodili čtyři synové, Charles, Yves, Jean a Pierre.